# Creys-Mépieu
Creys-Mépieu este o comună în departamentul Isère din sud-estul Franței. În 2009 avea o populație de 1.358 de locuitori.

## Evoluția populației
| An        | 1975 | 1982 | 1990 | 1999  | 2006  | 2009  |
| --------- | ---- | ---- | ---- | ----- | ----- | ----- |
| Populație | 596  | 960  | 959  | 1.091 | 1.295 | 1.358 |

## Galerie foto

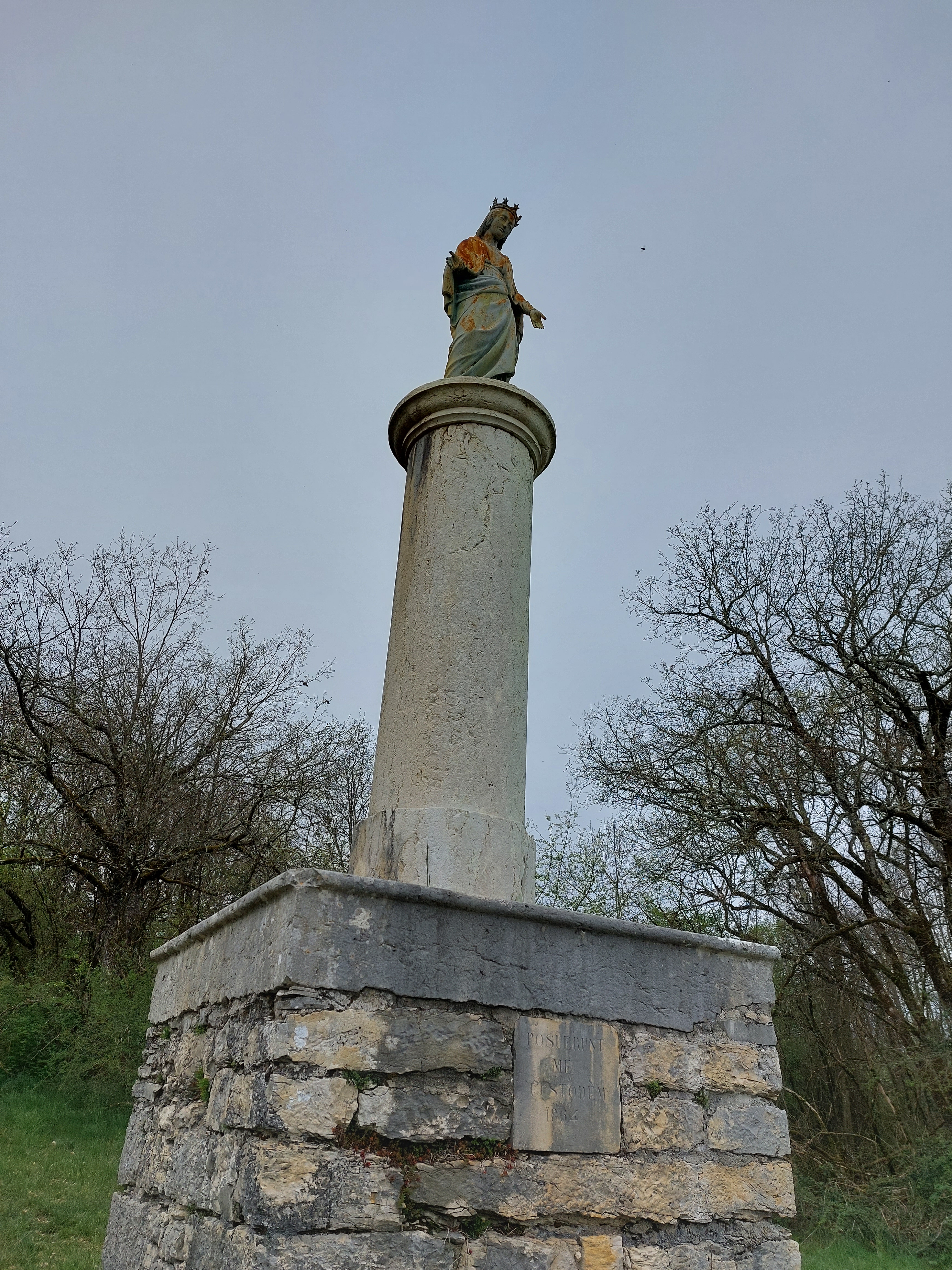
Statuia dedicată Mariei, în Creys.
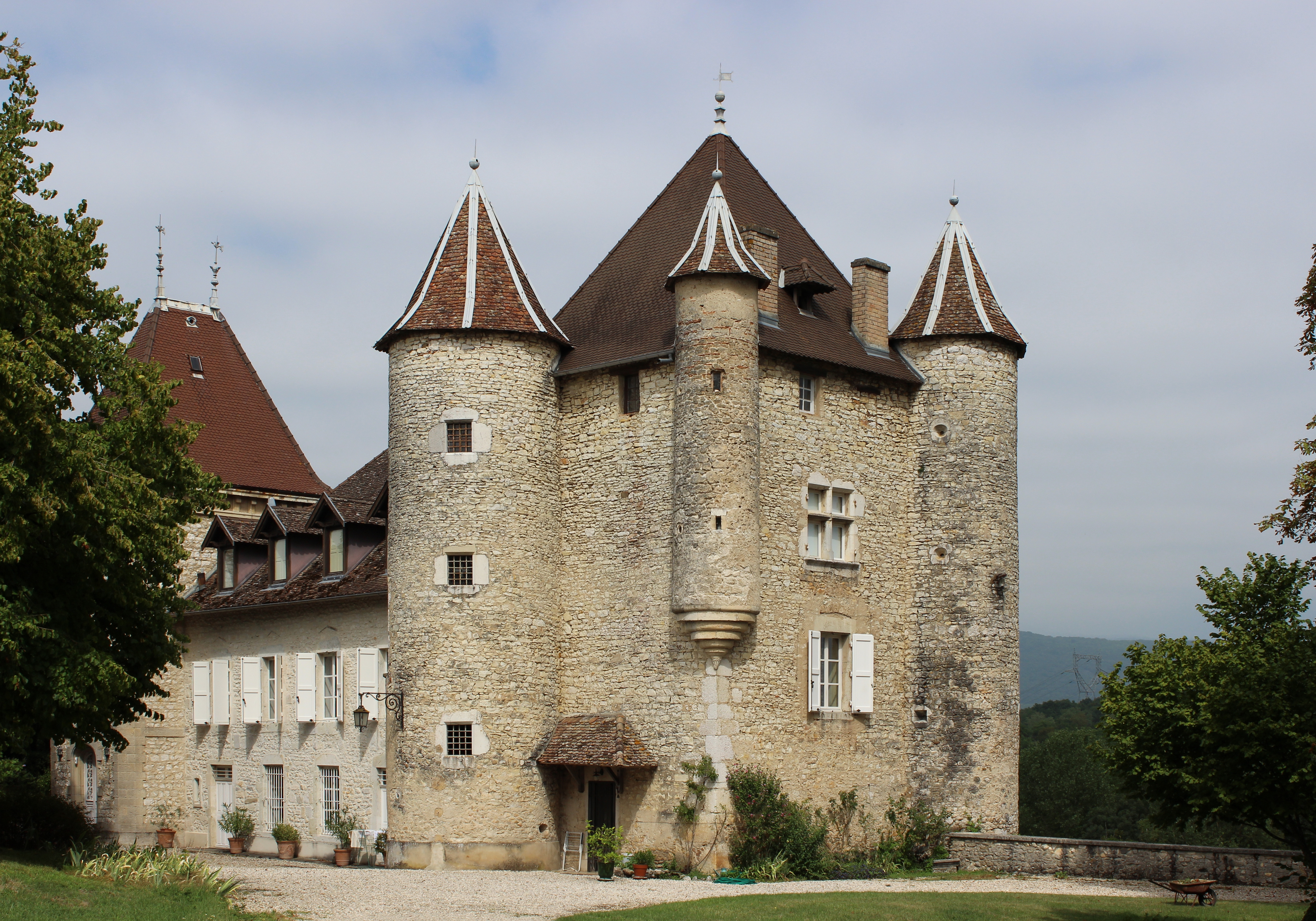
Castelul Mépieu.